# Толсты
Толсты — село в Варненском районе Челябинской области России. Административный центр Толстинского сельского поселения.

## География
Село расположено на левом берегу реки Нижний Тогузак, в 16 км к западу по прямой от районного центра села Варна. С соседними населёнными пунктами село связывают грунтовые дороги и шоссе. Расстояние по автодороге до села Варна 25 км.

## Население
| Год     | 1873 | 1889 | 1900 | 1926 | 1959 | 1970 | 1980 | 1995 | 2007 |
| ------- | ---- | ---- | ---- | ---- | ---- | ---- | ---- | ---- | ---- |
| Жителей | 317  | 402  | 498  | 623  | 579  | 601  | 764  | 919  | 844  |

## История
Село было основано оренбургскими казаками в середине XIX века, по одним данным в 1857 году, по другим в 1862 году. До революции относилось к Велико-Петровскому станичному юрту 2-го военного отдела Оренбургского казачьего войска (Верхнеуральский уезд Оренбургской губернии). Изначально носило название посёлок Толстинский или Толстой. О происхождении названия есть две версии. Согласно первой название связано с урочищем Толстый берег, то есть выпуклый, крутой берег. По другой версии посёлок был назван в честь наказного атамана Оренбургского казачьего войска генерал-майора И. А. Толстого.